# Kuma (Kumamoto)
Kuma (球磨村?, Kuma-mura) è un villaggio giapponese della prefettura di Kumamoto.